# Ladislas Mandel
Pour les articles homonymes, voir Mandel.
Ladislas Mandel, né le (26 mai 1921 à Oradea en Roumanie et mort le 21 octobre 2006 au Paradou en France, est un créateur de caractères français d'origine hongroise.

## Biographie
Arrivé en France en 1936, Ladislas Mandel fait des études à l'École régionale des beaux-arts de Rouen et à l'Académie Ranson. Créateur de caractères typographiques, il collabore avec Adrian Frutiger, puis devient, en 1955, chef d'atelier chez Deberny et Peignot, où il prend la succession de Frutiger en 1963. Il adapte de nombreuses polices pour le passage du plomb à la photocomposition.
En 1968, il devient directeur chez Lumitype où il crée des alphabets pour divers systèmes d'écriture : cyrillique, hébreu, arabe, grec.
Installé à son compte après 1977, il dessine notamment les caractères Clottes et Galfra des annuaires téléphoniques français en 1985. En 1983, le ministère de la Culture lui commande le Messidor, un caractère traditionnel destiné à la réédition de l'œuvre complet de Victor Hugo. 
Il participe à la naissance de l'Atelier national de recherche typographique et enseigne à l'université de Paris-VIII.

## Caractères
- Antique Presse (1964)
- Aurélia (Lumitype, 1967)
- Clottes (1986)
- Colorado (1998)
- Edgware (1974)
- Univad (1974)
- Galfra (1975)
- Lettar (1975)
- Linéale (1987)
- Lusitania (1987)
- Messidor (1985)
- Nordica (1985)
- Sofia (1987)

## Publications

### Livres
- Ladislas Mandel, Écritures, miroir des hommes et des sociétés, Perrousseaux/Adverbum, 1998, 239 p. (ISBN 978-2-911220-03-6).
- Ladislas Mandel, Du pouvoir de l'écriture, Perrousseaux/Adverbum, 2004 (ISBN 978-2-911220-10-4).

### Articles
- « Le Messidor : nouveau caractère français », Communication et langages, no 65,‎ 3e trimestre 1985, p. 43-52 (DOI 10.3406/colan.1985.1718, lire en ligne).
- « Pour un renouveau de la typographie française », dans L’Écriture télématique années zéro, Paris, coll. « Les cahiers de Lure », 1985.
- « L’écriture typographique: vers une prise de conscience », Communication et langages, no 77,‎ 3e trimestre 1988, p. 5-30 (DOI 10.3406/colan.1988.1051, lire en ligne).
- Claude Collin (propos recueillis en février 2004), « Ladislas Mandel dans les rangs des FTP-MOI », Guerres mondiales et conflits contemporains, no 234,‎ 2e trimestre 2009, p. 97-117 (DOI 10.3917/gmcc.234.0097).